# Васильево (Кардымовский район)
Васи́льево — деревня в Смоленской области России, в Кардымовском районе. Расположена в центральной части области в 0,5 км к югу от Кардымова, на правом берегу реки Хмость. Население — 18 жителей (2007 год). Входит в состав Тюшинского сельского поселения.

## История
До 1859 года деревня была владельческой деревней при колодцах, 5 дворов, 73 жителя. В 1904 году административный центр Цуриковской волости Смоленского уезда, 16 дворов, 115 жителей. В 1941—1942 годах в деревне действовала подпольная группа, созданная попавшим в окружение командиром танковой роты лейтенантом А. К. Авакяном. Деревня полностью была сожжена фашистами в сентябре 1943 года (остались только клуб и баня). До 2004 года была в составе Кардымовского сельского округа.

## Достопримечательности
- Севернее деревни на берегу реки Хмость древние курганы, насыпанные днепро-двинскими племенами.